# Camil Doua
Camil Ould Doua (arabiska: كامل ولد الدوه), född 23 februari 2002 i Bordeaux i Frankrike, är en mauretansk simmare.

## Karriär
Vid afrikanska spelen 2023 i Accra, som arrangerades 2024, tävlade Doua i både 50 och 100 meter frisim. Vid VM 2024 i Doha slutade han på 89:e plats på 50 meter frisim och på 95:e plats på 100 meter frisim.
Doua tävlade för Mauretanien vid olympiska sommarspelen 2024 i Paris, där han blev utslagen i försöksheatet på 50 meter frisim och slutade på totalt 55:e plats. Doua var även landets fanbärare tillsammans med Salam Bouha Ahamdy vid invigningsceremonin. Vid kortbane-VM 2024 i Budapest slutade han på 90:e plats på 50 meter frisim.